# Епископ темишварски Георгије (Летић)
Георгије (световно др Ђорђе Летић, Стари Бечеј, 6/19. април 1872 — Београд, 8. новембар 1935) био је епископ Српске православне цркве.

## Световни живот
Др Георгије Летић рођен је 19. априла 1872. године у Старом Бечеју од оца Милоша, учитеља, и мајке Милеве. Основну школу завршио је у Бачком Градишту, гимназију у Новом Саду, а богословске науке на богословији у Сремским Карловцима и факултету у Черновицама, где је у лето 1897. године и промовисан за доктора теологије. Иван Иванић му је био братић, њихове мајке су биле рођене сестре.

## Монашки живот
Замонашен је 4. априла 1895. године у у манастиру Беочину. На Цвети исте године рукоположен је за јерођакона, а касније произведен у чин протођакона и архиђакона. Марта 1898. рукоположен је у чин презвитера. За протосинђела произведен је на Божић 1899, а за придворног архимандрита 7. маја 1901. године. Пре избора за епископа био је од 1897. године редовни професор црквеног права, катихетике и педагогике у Карловачкој богословији, извесно време настојатељ манастира Беочина, патријарашки скевофилакс (ризничар), члан редакционог одбора "Богословског гласника" и разних комисија. Био је члан књижевног одбора Матице српске и носилац српских краљевских ордена: Св. Саве III реда и Таковског крста III реда.

## Епископско звање
За епископа темишварског изабран је једногласно 27. новембра 1903. године, а посвећен 27. марта 1904, у карловачкој Саборној цркви од патријарха Георгија, епископа будимског Лукијана и бачког Митрофана. Устоличење у темишварској Саборној цркви извршио је патријарашки изасланик протосинђел Данило (Пантелић), потоњи епископ далматинско-истријски, 10. маја 1904. године.
До Првог светског рата епископ Георгије посветио архипастирском раду и црквено-школским и народним пословима своје простране епархије. Посебну пажњу посветио је школству, не само у својој епархији, већ у целој митрополији. Његовом заслугом изведенаје реформа веронаучне наставе у вероисповедним школама Карловачке митрополије, 1907. године, а његов Катихизис православне хришћанске цркве је употребљаван као уџбеник не само у основним школама ове митрополије, већ и у Босни, Херцеговини и Далмацији.
После завршеног Првог светског рата, 1918. године, епископ Георгије постаје чувар патријаршијског престола у Сремским Карловцима, који је мученичком смрћу патријарха Лукијана (1908-1913) остао упражњен, јер Беч није дозвољавао сазив народно-црквеног сабора ради избора новога патријарха. Требало је, по мишљењу бечких властодржаца, да Српска црква у Аустроугарској за време рата буде обезглављена. У исто време епископ Георгије био је и мандатор упражњених епархија Горњокарловачке и Бачке.
Приликом попуњења упражњених епархија, 1920. године, епископ Георгије је изабран за епископа бачког, али је ова одлука неколико недеља касније на његову молбу стављена ван снаге и он је остао и даље на положају епископа темишварског све до 1931. године. После предаје Темишвара румунским властима, епископ Георгије се преселио у Велику Кикинду, а одатле је управљао и делом епархије у Румунији. Од 1. јануара 1931. године, после умировљења епископа вршачког Илариона (Радонића), епископ Георгије је администрирао Вршачком епархијом све док се она 1931. године није, са делом Темишварске епархије у Југославији, сјединила у Банатску епархију. Те године је епископ Георгије изабран за епископа банатског.
Манастири су били посебна брига епископа Георгија. Његовим трудом обновљен је манастир Кусић, који су Турци спалили 1788. године. Својим личним средствима подигао је у Петровграду (данас Зрењанин) женски манастир Свете Меланије. Од свога оца, српског православног вероисповедног учитеља, епископ Георгије наследио је љубав према школи и школској омладини. За средњошколце отворио је интернате у Великој Кикинди и Темишвару, посебан мушки и посебан женски интернат. Годину дана пред своју смрт оснива Васпитни дом школске омладине у Вршцу и Великом Бечкереку.
Умро је 8. новембра 1935. године у Београду, а сахрањен у Саборној вршачкој цркви.